# The Neon Boys
The Neon Boys – amerykański zespół rockowy działający w Nowym Jorku w latach 1972–1973.

## Historia
The Neon Boys powstał jesienią 1972 założony przez wokalistę/gitarzystę Toma Verlaine’a, basistę Richarda Hella i perkusistę Billy’ego Ficcę. Do zespołu próbował się dostać drogą castingu na posadę drugiego gitarzysty (bezskutecznie) nieznany wówczas jeszcze nikomu Douglas Colvin (Dee Dee Ramone). Na początku 1973 grupa jako trio dokonała nagrań sześciu utworów: "That’s All I Know", "Love Comes in Spurts", "High-Heeled Wheels", "Tramp", "Hot Dog" i "Poor Circulation". Dwa pierwsze ukazały się po latach (1980) na splicie EP (Shake Records) dzielonym z późniejszym zespołem Hella The Voidoids. W 1991 brytyjska wytwórnia Overground Records wznowiła ten split (pt. "Don't Die") dodając utwór "High-Heeled Wheels". Trzy pozostałe piosenki do tej pory nie ujrzały światła dziennego w żadnym wydawnictwie. Wiosną 1973 Verlaine, Hell i Ficca zmienili nazwę grupy z The Neon Boys na Television.
Hell, który w Television nie zagrzał zbyt długo miejsca (odszedł jeszcze przez nagraniem ich debiutanckiego albumu) nagrał w 1977 piosenkę "Love Comes in Spurts" ze swoim zespołem The Voidoids na singlu Blank Generation.

## Muzycy
- Tom Verlaine – wokal, gitara
- Richard Hell – gitara basowa
- Billy Ficca – perkusja

## Dyskografia

### Albumy
- That’s All I Know (Right Now) (1980)